# فندق أرتيميس (فلم)
فندق أرتيميس (بالإنجليزية: Hotel Artemis) هو فيلم حركة وجريمة ودراما وخيال علمي تم إنتاجه في المملكة المتحدة والولايات المتحدة وصدر سنة 2018 بطولة صوفيا بوتلة وجودي فوستر وديف باتيستا وستيرلينغ ك. براون.

## القصة
داخل فندق أرتميس بالقرب من لوس أنجلوس التي تمزقها أعمال الشغب في المستقبل وبالتحديد في عام 2028، تدور الأحداث حول الممرضة التي تدير غرفة طوارئ سرية لكافة الخارجين عن القانون الذين يعانون من حالات طبية طارئة.

## الميزانية والإيرادات
كلف الفيلم 15 مليون دولار وحقق قرابة 12.6 مليون دولار.

## وصلات خارجية
- مقالات تستعمل روابط فنية بلا صلة مع ويكي بيانات

لا توجد روابط لمواقع التواصل الاجتماعي.